# شبه جزیره علیای میشیگان
شبه جزیره علیای میشیگان - که به عنوان میشیگان علیا یا یوپی نیز شناخته می‌شود -توده خشکی شمالی‌تر و مرتفع تر از بین دو توده خشکی اصلی است که ایالت میشیگان ایالات متحده را تشکیل می‌دهد که آن دیگری شبه جزیره سفلی است. این شبه جزیره از شمال محدود به دریاچه سوپریور است، از انتهای شرقی توسط رودخانه سینت مریز از استان انتاریوی کانادا جدا شده‌است، و قسمت‌های جنوبی آن در کنار دریاچه هورون و دریاچه میشیگان قرار دارد. تنگه‌های مکینک آن را از شبه جزیره سفلای میشیگان درجنوب جدا می‌کند. اگرچه شبه جزیره به عنوان یک ویژگی جغرافیایی به ایالت ویسکانسین گسترش می‌یابد، مرز ایالتی رودخانه‌های مونترال و منومین و خطی که آنها را به هم متصل می‌کند، را دنبال می‌کند.
شبه جزیره علیا شامل ۲۹٪ مساحت میشیگان است اما فقط ۳٪ از کل جمعیت آن را دارد. ساکنان آن را یوپرز Yoopers می‌نامند (برگرفته از "UP-ers") و دارای هویت منطقه ای قوی هستند. اگرچه پیشنهادهایی برای تأسیس UP به عنوان یک ایالت جداگانه ارائه شده‌است، اما نتوانسته‌اند حمایت جذب کنند. به دلیل وجود آبهای پیرامونی و عرض جغرافیایی شمالی، از بیشتر مناطق شرقی ایالات متحده بیشتر در آن برف می‌آید. زمین‌های پر جنگل، انواع خاک، فصل رشد کوتاه و عوامل لجستیکی (به عنوان مثال مسافت طولانی تا بازار، کمبود زیرساخت‌ها و غیره) باعث شده شبه جزیره علیا مکان مناسبی برای کشاورزی نباشد. این منطقه محل زندگی انواع حیات وحش از جمله  گرگها، کایوتها، گوزن‌ها، روباه‌ها، خرس‌ها، عقاب‌ها، شاهین‌ها، جغدها و جانوران کوچکتر است.

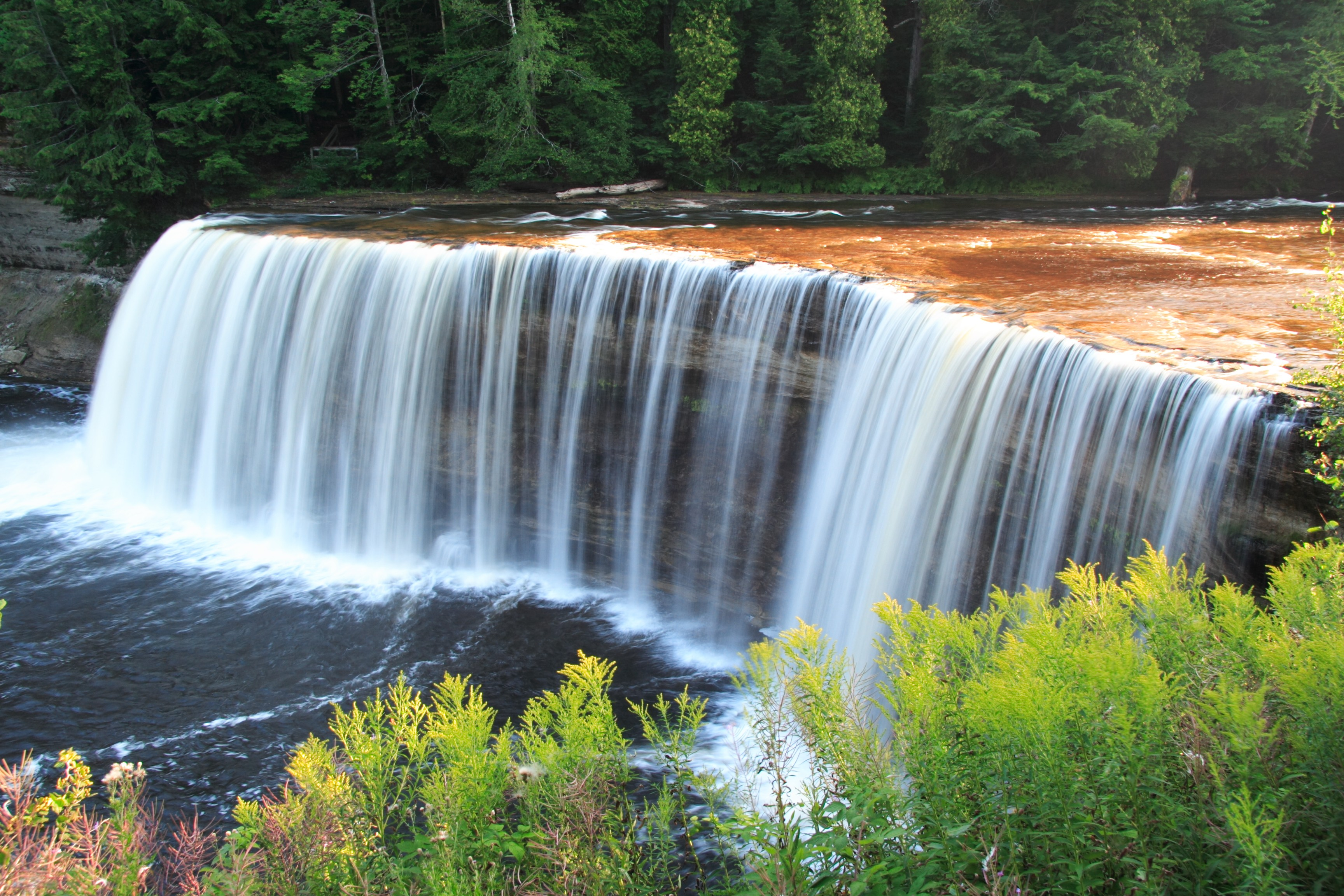
علیای رودخانه Tahquamenon، در نزدیکی ساحل شمالی شبه جزیره